# Tagikistan ai Giochi della XXVIII Olimpiade
Il Tagikistan partecipò ai Giochi della XXVIII Olimpiade, svoltisi ad Atene, Grecia, dal 13 al 29 agosto 2004, con una delegazione di 9 atleti impegnati in cinque discipline.

## Risultati

### Atletica leggera
| Q | Qualificato al turno successivo per la Classifica in qualificazione                                                          |
| q | Qualificato per il turno successivo per ripescaggio o, negli eventi su campo, conquistando la misura minima per qualificarsi |

Maschile
Eventi sul campo
| Atleta         | Evento              | Qualificazioni | Qualificazioni | Finale          | Finale          |
| Atleta         | Evento              | Risultato      | Classifica     | Risultato       | Classifica      |
| -------------- | ------------------- | -------------- | -------------- | --------------- | --------------- |
| Dilšod Nazarov | Lancio del martello | nm             | N.D.           | non qualificato | non qualificato |

Femminile
Eventi su pista e strada
| Atleta            | Evento   | Finale    | Finale     |
| Atleta            | Evento   | Risultato | Classifica |
| ----------------- | -------- | --------- | ---------- |
| Gulsara Dadabaeva | Maratona | 2h50'45   | 53ª        |

### Lotta

#### Libera
Maschile
| Atleta             | Evento | Fase a gironi          | Fase a gironi        | Fase a gironi          | Fase a gironi | Quarti di finale     | Semifinale           | Finale / FB          | Finale / FB |
| Atleta             | Evento | Avversario Risultato   | Avversario Risultato | Avversario Risultato   | Pos.          | Avversario Risultato | Avversario Risultato | Avversario Risultato | Pos.        |
| ------------------ | ------ | ---------------------- | -------------------- | ---------------------- | ------------- | -------------------- | -------------------- | -------------------- | ----------- |
| Jusuf Abdulsalomov | −74 kg | Aslanov (AZE) V 3–1 PP | Igali (CAN) P 1–3 PP | N.D.                   | 2º            | non qualificato      | non qualificato      | non qualificato      | 9º          |
| Šamil Aliev        | −84 kg | Ghiţă (ROU) V 3–1 PP   | Sène (SEN) V 3–1 PP  | Sažidov (RUS) P 0–3 PO | 2º            | non qualificato      | non qualificato      | non qualificato      | 8º          |

Femminile
| Atleta             | Evento | Fase a gironi          | Fase a gironi          | Fase a gironi         | Fase a gironi | Quarti di finale      | Semifinale           | Finale / FB          | Finale / FB |
| Atleta             | Evento | Avversario Risultato   | Avversario Risultato   | Avversario Risultato  | Pos.          | Avversario Risultato  | Avversario Risultato | Avversario Risultato | Pos.        |
| ------------------ | ------ | ---------------------- | ---------------------- | --------------------- | ------------- | --------------------- | -------------------- | -------------------- | ----------- |
| Lidija Karamčakova | −48 kg | Merleni (UKR) P 0–4 ST | Psatha (GRE) V 3–1 PP  | Louati (TUN) V 5–0 TO | 2ª            | Ooržak (RUS) P 0–4 ST | non qualificata      | non qualificata      | 7ª          |
| Natal'ja Ivanova   | −63 kg | Chil'ko (BLR) P 1–3 PP | Legrand (FRA) P 0–3 PO | N.D.                  | 3ª            | non qualificata       | non qualificata      | non qualificata      | 11ª         |

### Pugilato
Maschile
| Atleta         | Evento             | 16-esimi              | Ottavi               | Quarti               | Semifinali           | Finale               | Pos.            |
| Atleta         | Evento             | Avversario Punteggio  | Avversario Punteggio | Avversario Punteggio | Avversario Punteggio | Avversario Punteggio | Pos.            |
| -------------- | ------------------ | --------------------- | -------------------- | -------------------- | -------------------- | -------------------- | --------------- |
| Šeralī Dostiev | Pesi mosca leggeri | Tañamor (PHI) P 12–17 | non qualificato      | non qualificato      | non qualificato      | non qualificato      | non qualificato |

### Tiro a segno/volo
Maschile
| Atleta         | Evento                      | Qualificazioni | Qualificazioni | Finale          | Finale          |
| Atleta         | Evento                      | Punti          | Classifica     | Punti           | Classifica      |
| -------------- | --------------------------- | -------------- | -------------- | --------------- | --------------- |
| Sergej Babikov | Pistola 10 m aria compressa | 581            | 10º            | non qualificato | non qualificato |

### Tiro con l'arco
Femminile
| Atleta         | Evento      | Turno di qualificazione | Turno di qualificazione | 32-esimi di finale    | 16-esimi di finale   | Ottavi di finale     | Quarti di finale     | Semifinali           | Finale / FB          |
| Atleta         | Evento      | Punteggio               | Pos.                    | Avversaria Punteggio  | Avversaria Punteggio | Avversaria Punteggio | Avversaria Punteggio | Avversaria Punteggio | Avversaria Punteggio |
| -------------- | ----------- | ----------------------- | ----------------------- | --------------------- | -------------------- | -------------------- | -------------------- | -------------------- | -------------------- |
| Nargis Nabieva | Individuale | 600                     | 55ª                     | Wu Hj (TPE) P 142–156 | non qualificata      | non qualificata      | non qualificata      | non qualificata      | non qualificata      |